# Croissance extensive
Une croissance extensive est une croissance économique due à l'augmentation de la quantité de facteurs de production disponibles au sein du système économique. 

## Concept
La croissance extensive est permise par une accumulation ou un accroissement de facteurs de production dans une économie. En ayant plus de travailleurs, de capital ou de ressources naturelles, l'économie peut produire plus. Contrairement à la croissance intensive, la croissance extensive ne se fonde pas sur une meilleure productivité des facteurs déjà présents dans l'économie.
L’augmentation du capital productif découle de l’investissement. L’augmentation du facteur travail (le travail fourni par les travailleurs) vient d’une augmentation du nombre de travailleurs (c’est-à-dire de la population active occupée) et/ ou d’une augmentation, en moyenne, des heures travaillées par travailleur.
Une croissance extensive permet de compenser une faible productivité du travail ou du capital. La croissance extensive est particulièrement adaptée à une situation où un pays dispose de beaucoup de secteurs à faible progrès de productivité.
La croissance extensive se combine à la croissance intensive pour donner la croissance totale de l’économie. Dans les faits, la croissance intensive et la croissance extensive cohabitent dans un même système économique, quoique dans des proportions différentes selon les caractéristiques de l'économie.

## Modèles économiques
La croissance extensive a fait l'objet de plusieurs modèles économiques pionniers au XXe siècle. Le modèle de Solow, ainsi que tous les autres modèles à croissance exogène, se fondent sur une analyse du rapport entre l'augmentation des facteurs de production et la croissance, en mettant de côté les aspects intensifs de la croissance (l'innovation, les gains de productivité…).

## Exemples historiques
La Chine a connu une croissance extensive particulièrement forte à partir des années 1950. Elle a pour cela augmenté son exploitation des ressources terrestres et naturelles, contribuant à une dégradation de son capital naturel. Ainsi, le calcul de la croissance chinoise entre 1998 et 2008, si elle prend en compte les destructions en capitaux humains et naturels, ne serait que de 45 % et non de 440 % . 
L'Union des républiques socialistes soviétiques a également entretenu une croissance principalement extensive, par l'accumulation de capitaux, et non tant par l'innovation ou les progrès de productivité.